# Wayne Kramer (cineasta)
Wayne Kramer (Johannesburgo, 1965) é um roteirista e diretor cinematográfico sul-africano.